# Музей пива Гиннесс
Музе́й пи́ва Ги́ннесс (англ. Guinness Storehouse) — одна из культовых достопримечательностей столицы Ирландии (самый посещаемый из бесплатных аттракционов страны в 2006 году, 700 000 посетителей в год, лишь 5 % из них — ирландцы), построенная в 1904 году. «Пивоварня у ворот Святого Джеймса» является официальным названием музея. Музей расположен в семиэтажном кирпичном здании, которое изначально использовалось для ферментации. В музее есть бар «Гравитация», сувенирная лавка, где можно приобрести сладости с пивной начинкой, среди тем выставочных залов — история, традиции бренда, методы изготовления пива и пути его распространения, зал «выбор» о вреде алкоголя, коллекция рекламы и пивных бочек, секция для записок посетителей, смотровая площадка на крыше здания с открывающейся панорамой на Дублин, где каждому предложат бесплатную пинту заводского пива. Центр открылся в 2000 году, в 2003 году была проведена кампания «Discover the vital world». Атриум музея выполнен в форме пинтового пивного бокала, который теоретически может вместить 14,3 млн пинт пива.
У музея был предшественник — Guinness Hophouse, признанный в итоге недостаточно современным.
Здание музея пива Гиннесс является самой высокой точкой Дублина.